# Sclerocactus parviflorus
Sclerocactus parviflorus es una especie de planta de flores perteneciente a la familia Cactaceae. Es endémica de Estados Unidos en Arizona, Nuevo México, Colorado y Utah. Su hábitat natural son los áridos desiertos.  Es una especie rara en la vida silvestre.

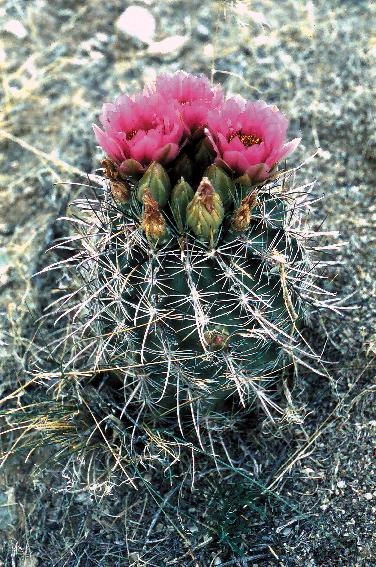
Vista de la planta.

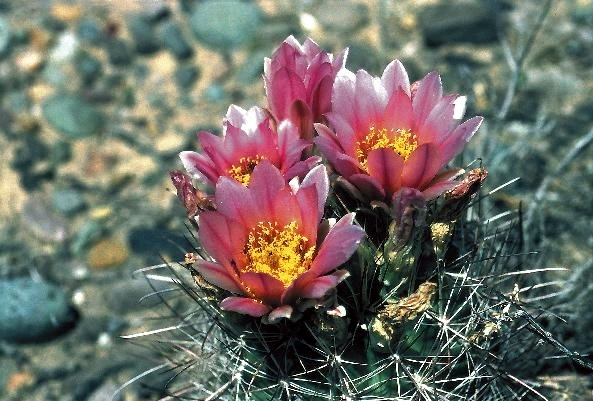
Flores.

## Descripción
Es una planta perenne carnosa y globosa-cilíndrica con las hojas armadas de espinos, de color verde y con las flores de color blanco, amarillo, púrpura y rojo. 

## Distribución y hábitat
Sclerocactus parviflorus crece en el Desierto de la Gran Cuenca en Arizona, Utah, Colorado y en el desierto de Chihuahua en Nuevo México en diferentes tipos de suelos. Se encuentra en las laderas rocosas de coníferas dispersos en altitudes 1000-2300 m. Asociada  a menudo con Pediocactus sileri, Pediocactus bradyi, Pediocactus bradyi subsp. despainiix, Pediocactus simpsonii, Navajoa peeblesiana, Toumeya papyracantha, Escobaria missouriensis, Yucca nana, Yucca harrimaniae, Yucca angustissima, Yucca baileyi, especies de Echinocereus y Opuntia.

## Taxonomía
Sclerocactus parviflorus fue descrita por  Clover & Jotter y publicado en Bulletin of the Torrey Botanical Club 68(6): 419, f. 8. 1941.
Etimología
Sclerocactus: nombre genérico que deriva del griego y significa "cacto duro o cruel" y es una referencia a las espinas ganchudas que se adhieren firmemente a lo que tenga contacto con ellas.
parviflorus: epíteto latíno que significa "con pequeñas flores"
Sinonimia
- Echinocactus parviflorus
- Ferocactus parviflorus
- Pediocactus parviflorus
- Sclerocactus havasupaiensis
- Sclerocactus intermedius
- Sclerocactus contortus
- Sclerocactus terrae-canyonae
- Sclerocactus cloverae
- Pediocactus cloverae[4]